# José Maria de Almada Castro e Noronha da Silveira Lobo
D. José Maria de Almada Castro e Noronha da Silveira Lobo (Lisboa, 5 de Fevereiro de 1779 – Setúbal, São Simão, Azeitão, Vila Fresca de Azeitão, 20 de Maio/11 de Julho de 1854), 1.º Conde de Carvalhais, foi um empresário e político português.

## Família
Filho de D. José Joaquim Maria Lobo da Silveira, penúltimo Comendador de São Miguel de Rio de Moinhos na Ordem de Cristo e 8.º Provedor da Casa da Índia por direito de sua mulher, e de sua mulher e sobrinha D. Joaquina Maria de Almada Castro e Noronha, 12.ª Senhora em sua vida das terras de Carvalhais e das Vilas de Ílhavo, Verdemilho, Ferreiras e Avelãs de Cima, com os Padroados inerentes.

## Biografia
Foi Moço Fidalgo da Casa Real com exercício no Paço por Alvará de 18 de Março de 1787, Veador da Princesa viúva D. Maria Francisca Benedita de Bragança, 13.º Senhor em sua vida das terras de Carvalhais e das Vilas de Ílhavo, Verdemilho, Ferreiras e Avelãs de Cima, com os Padroados inerentes; último Comendador de São Miguel de Rio de Moinhos na Ordem de Cristo, 9.º Provedor da Casa da Índia, ofício e mercês de que fora Proprietária sua mãe (por quem herdara a Casa). Era, também, seu património o famoso quadro de Albrecht Dürer de São Jerónimo datado de 1521, actualmente no Museu Nacional de Arte Antiga, em Lisboa, o Palácio Almada-Carvalhais, em Lisboa, e a Quinta da Má-Partilha, em Azeitão. Foi Par do Reino, nomeado a 30 de Abril de 1826.
O título de 1.º Conde de Carvalhais foi-lhe concedido por D. Miguel I de Portugal por Decreto de cerca de 1826.

## Casamento e descendência
Casou em Lisboa a 18 de Janeiro de 1797 com D. Margarida Domingas José de Melo (Lisboa, Alcântara, 14 de Dezembro de 1779 - Sintra, Santa Maria e São Miguel, 31 de Outubro de 1820), filha do 4.º Conde de Sabugosa e 1.º Marquês de Sabugosa e 6.º Conde de São Lourenço, com a qual teve oito filhos e filhas.